# Christian Friedrich Boetius
Christian Friedrich Boetius (auch Boëtius oder Böthius) (* 1. April 1706 in Leipzig; † 13. Dezember 1782 in Dresden) war ein deutscher Maler, Zeichner und Kupferstecher.

## Leben
Boetius war Schüler von Paul Christian Zink und C. A. Wartmann. Er wurde zum Hofmaler in Dresden ernannt und 1764 zum Professor an der Dresdner Kunstakademie.

## Werke (Auswahl)
Seine bekanntesten Werke sind:

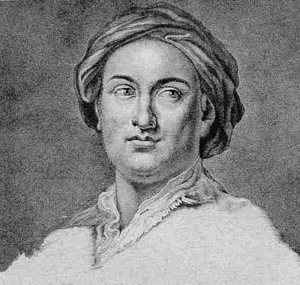
Giovanni Battista Casanova, Stich von Christian Friedrich Boetius nach einem Bild von Anton Raphael Mengs

- Porträt des Giovanni Battista Casanova, nach einem Gemälde von Anton Raphael Mengs.
- Porträt des Anton Raphael Mengs.
- Kupferstich nach Hans Holbeins „Madonna des Bürgermeisters Meyer“
- Porträt des Jobst Heinrich Hansen, Kaufmann und Ratsherr zu Leipzig

Boetius signierte seine Werke mitunter auch als C. F. Boece.